# Rotes Riesenkänguru

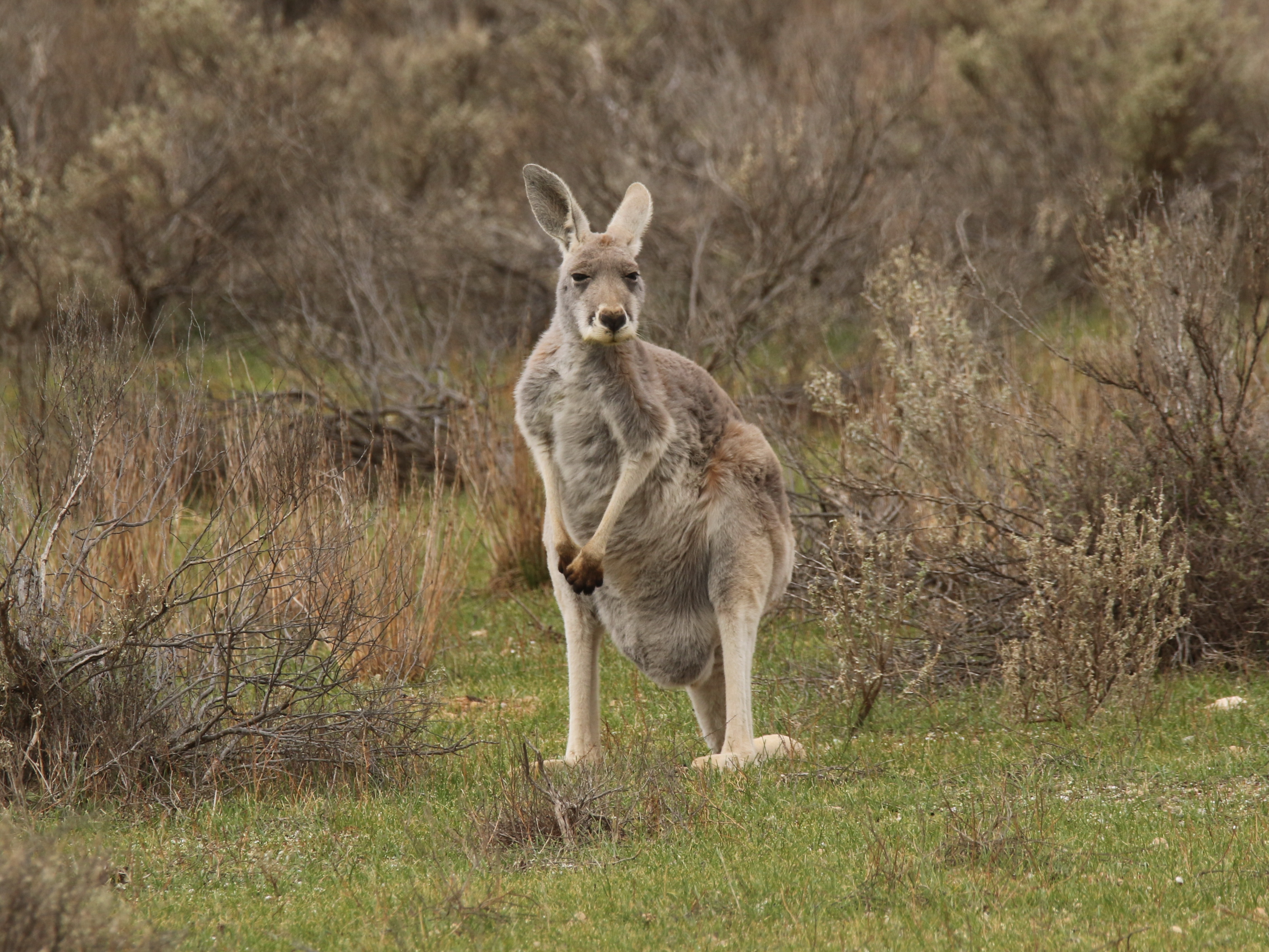
Rotes Riesenkänguru im Brookfield Conservation Park, South Australia

Das Rote Riesenkänguru (Osphranter rufus, Syn.: Kangourou rufus, Macropus rufus) ist der größte Vertreter der Kängurus und das größte lebende Beuteltier.
Das Artepitheton im wissenschaftlichen Namen ist aus dem lateinischen Wort rufus (rot) gebildet.

## Beschreibung

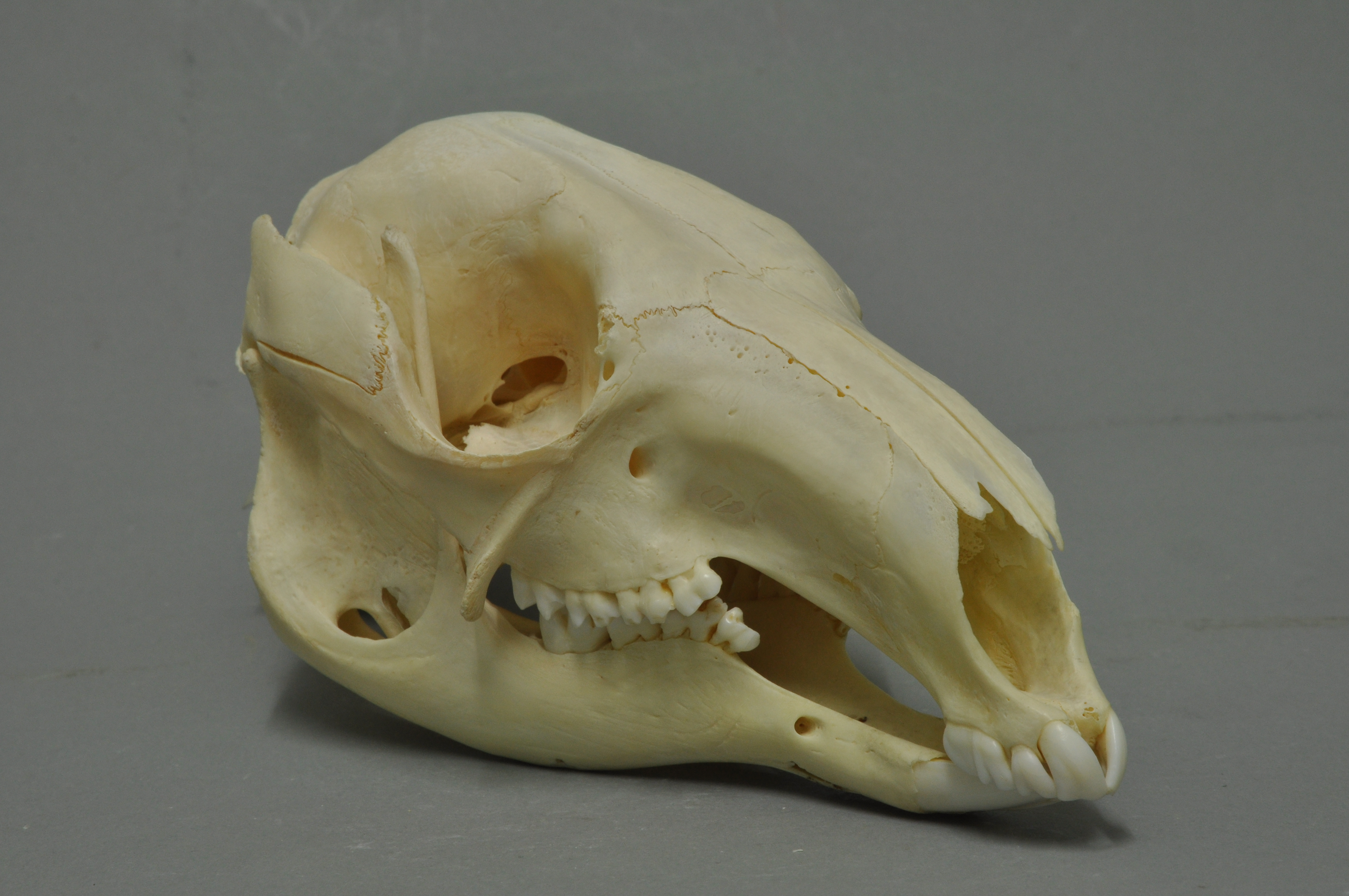
Schädel

Herausragende Merkmale der Roten Riesenkängurus sind die muskulösen Hinterbeine und der kräftige Schwanz, der das Gewicht des Körpers allein tragen kann. Er wird fast ebenso lang wie der Körper und dient als Stütze und zur Balance bei weiten Sprüngen. Die Vorderbeine sind im Vergleich dazu sehr kurz. Die Schnauze ist langgestreckt, die Ohren lang. Das Fell ist kurz und rau, bei Männchen ist es rötlichbraun gefärbt, bei Weibchen in der Mehrzahl dagegen blaugrau. Es gibt Exemplare, bei denen es umgekehrt ist.
Das Rote Riesenkänguru erreicht eine Kopf-Rumpf-Länge von 0,9 bis 1,6 Metern, der Schwanz ist nochmal 0,7 bis 1,2 Meter lang. Im Stehen können sie 1,8 Meter (in Einzelfällen bis ca. 2 Meter) hoch werden. Männchen sind deutlich größer als Weibchen. Während Männchen 55 Kilogramm (in Einzelfällen bis zu 90 Kilogramm) erreichen können, überschreiten Weibchen selten 30 Kilogramm.

## Lebensweise

### Verbreitung und Lebensraum

Verbreitungskarte des Roten Riesenkängurus

Diese Tiere bewohnen trockene und halbtrockene Gebiete in ganz Australien mit Ausnahme der Küsten und des Südwestens. Sie leben in unterschiedlichen Habitaten wie Halbwüsten, Steppen und Buschländern. Allerdings halten sie sich selten in gänzlich baumlosen Gebieten auf, da sie Bäume als Deckung und Schutz vor der heißen Sonne benötigen.

### Verhalten

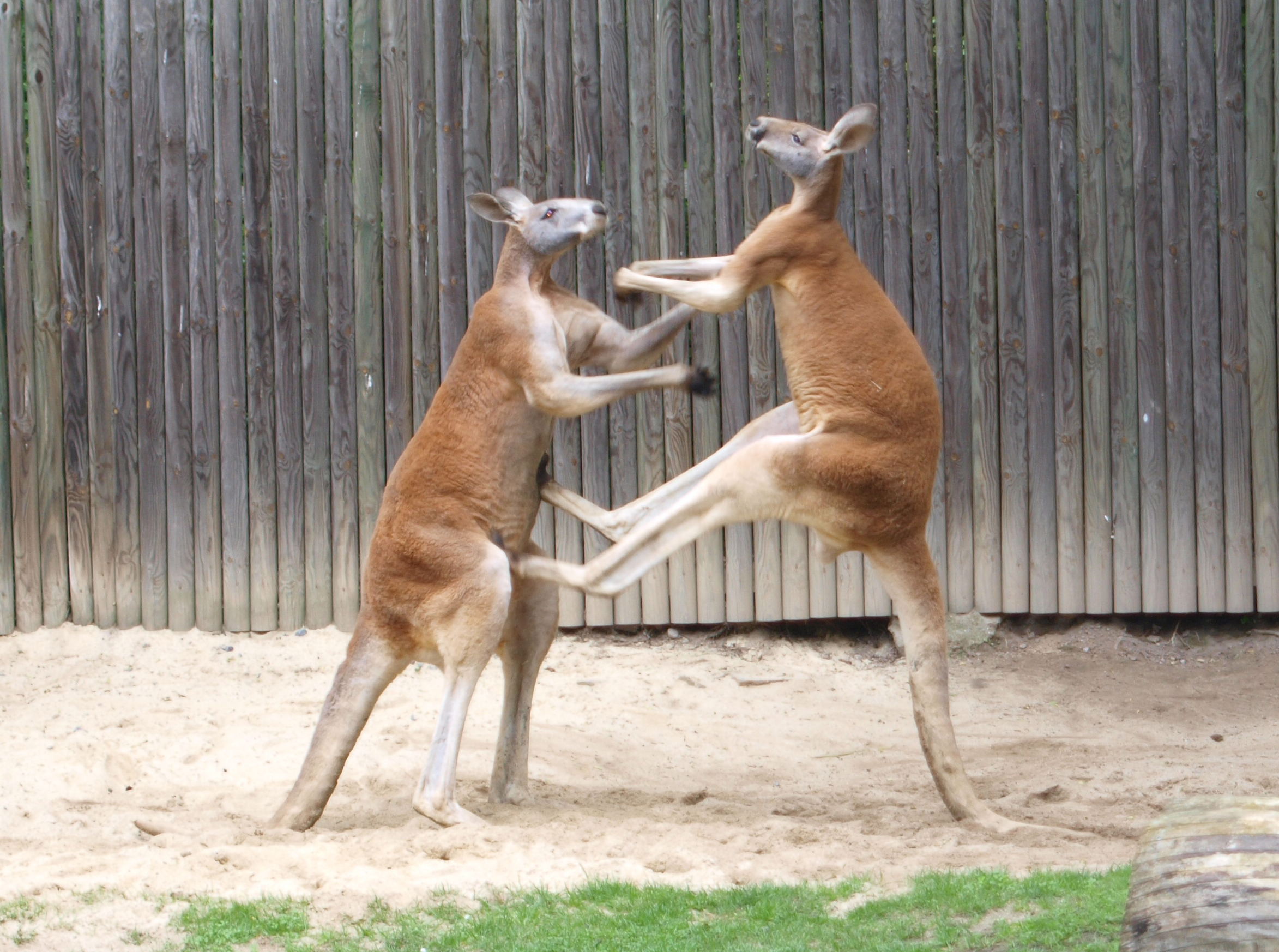
Kämpfende Rote Riesenkängurus im Zoo Dresden

Rote Riesenkängurus haben keine ausgeprägte Sozialstruktur. Manchmal bilden sie lockere kleine Gruppen von rund zehn Tieren. Diese Gruppen bestehen aus mehreren Weibchen samt ihrem Nachwuchs und einem Männchen. Während der Paarungszeit versuchen andere männliche Tiere manchmal, mit diesem um die Weibchen zu kämpfen. Diese Kämpfe bestehen aus Bissen, Boxhieben mit den Vorderpfoten und Tritten mit den kräftigen Hinterbeinen. Rote Riesenkängurus kennen kein Territorialverhalten, bei Plätzen mit reichem Nahrungsangebot können sich manchmal auch bis zu 1500 Tiere versammeln. Generell gibt es aber keine dauerhaften Verbindungen zwischen erwachsenen Tieren unterschiedlichen Geschlechts.
Rund sechs bis zehn Stunden täglich verbringen die Tiere mit Fressen, vorwiegend in der Abenddämmerung, der Nacht oder am frühen Morgen. In der Tageshitze ruhen sie im Schatten der Bäume.
Wie viele andere Kängurus kennen Rote Riesenkängurus zwei Arten der Fortbewegung. Bei der Nahrungssuche bewegen sie sich auf allen vieren fort, stützen sich auf die kurzen Vorderbeine und den Schwanz, während sie beide Hinterbeine nach vorne bewegen. So grasen sie den Boden ab. Bei hohem Tempo hüpfen sie in der bekannten Weise nur mit den Hinterbeinen, der Schwanz dient der Balance. Die Tiere können bis zu 9 m weit und 3 m hoch springen und eine Geschwindigkeit von über 60 km/h erreichen.

### Nahrung
Rote Riesenkängurus sind Pflanzenfresser. Hauptbestandteil ihrer Nahrung ist Gras, daneben nehmen sie auch Blätter und Baumrinde zu sich. Zur Verarbeitung der schwer verdaulichen Nahrung dienen ein mehrteiliger Magen und spezielle Mikroorganismen im Verdauungstrakt, wie es auch bei Wiederkäuern der Fall ist. Auch das Wiederkäuen kann beobachtet werden. Sie brauchen sehr wenig Wasser und können längere Zeit ohne Trinken überleben.

### Fortpflanzung

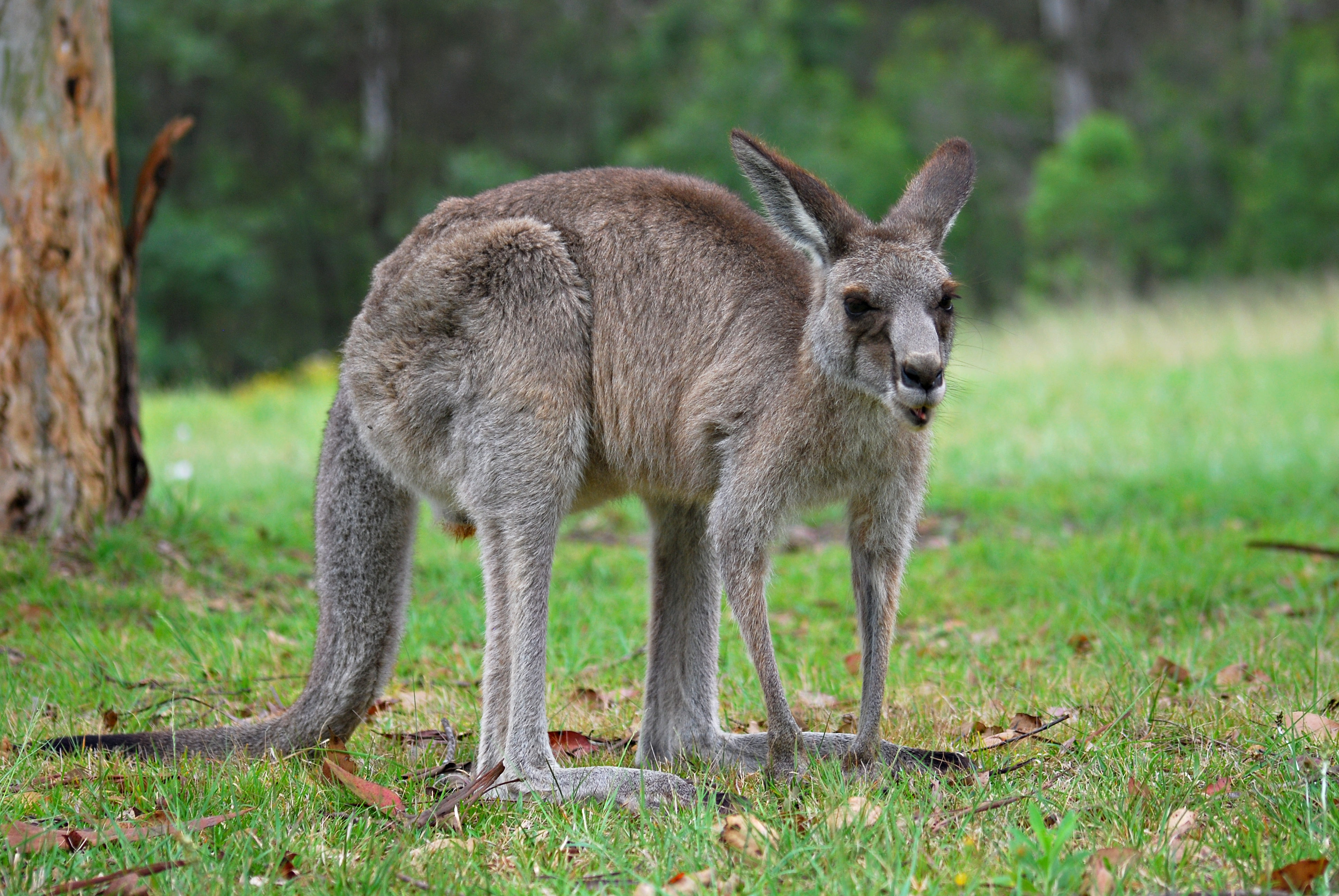
Rotes Riesenkänguru in den Blue Mountains

Diese Tiere haben wie alle Kängurus einen gut entwickelten Beutel mit vier Zitzen. Die Paarung kann ganzjährig stattfinden, ist jedoch vom Nahrungsangebot abhängig. Nach rund 33-tägiger Tragzeit wird meist ein, selten auch zwei Jungtiere geboren. Neugeborene Kängurus sind nur 2,5 cm lang und 0,8 g schwer. Zunge und Vordergliedmaßen sind schon vorhanden, ansonsten sind Neugeborene im Vergleich zu Plazentatieren wenig entwickelt. Sie krabbeln vom Geburtskanal in den Beutel und hängen sich an einer Zitze fest.
Beim Roten Riesenkänguru kommt es zu einer verzögerten Geburt. Zwei Tage nach der Geburt paart sich das Weibchen erneut, der Embryo entwickelt sich bis zu einer Größe von 85 Zellen und ruht dann (wenn das vorige Junge im Beutel gesäugt wird). Sobald das Junge sieben Monate alt ist (oder früher, wenn das Jungtier stirbt), wächst der Embryo weiter, einen Tag, nachdem das Jungtier endgültig den Beutel verlässt, wird ein neues geboren. Nach der Geburt beginnt der Zyklus von neuem. Dies hat den Vorteil, dass Känguruweibchen drei Kinder auf einmal haben können: eines als Embryo, eines im Beutel und eines außerhalb des Beutels. Bei extremer Dürre allerdings werden Weibchen unfruchtbar und vermehren sich nicht mehr.
Die Jungtiere lassen die Zitze nach 70 Tagen das erste Mal los, nach 150 Tagen schaut der Kopf aus dem Beutel, nach 190 Tagen kommen sie zeitweise heraus und nach rund 240 Tagen verlassen sie den Beutel vollständig. Allerdings werden Jungtiere bis zu einem Alter von einem Jahr gesäugt – sie stecken dazu einfach den Kopf in den Beutel der Mutter. Nach 15 bis 24 Monaten sind die Jungtiere geschlechtsreif.
In Gefangenschaft können Riesenkängurus bis zu 24 Jahre alt werden, in freier Wildbahn werden sie wohl kaum älter als zehn oder zwölf Jahre.

### Fressfeinde
Erwachsene Riesenkängurus haben kaum natürliche Feinde. Werden sie angegriffen, stützen sie sich auf ihren Schwanz und setzen sich mit Tritten der kräftigen Hinterbeine zur Wehr. Kranke Exemplare und Jungtiere fallen manchmal dem Dingo zum Opfer.

## Systematik
Das Rote Riesenkänguru ist eine von 4 Arten der Gattung Osphranter. Ihre nächsten Verwandten sind damit nicht die Grauen Riesenkängurus (Macropus), sondern die Bergkängurus oder Wallaroos.

## Bestand und Nutzung durch den Menschen

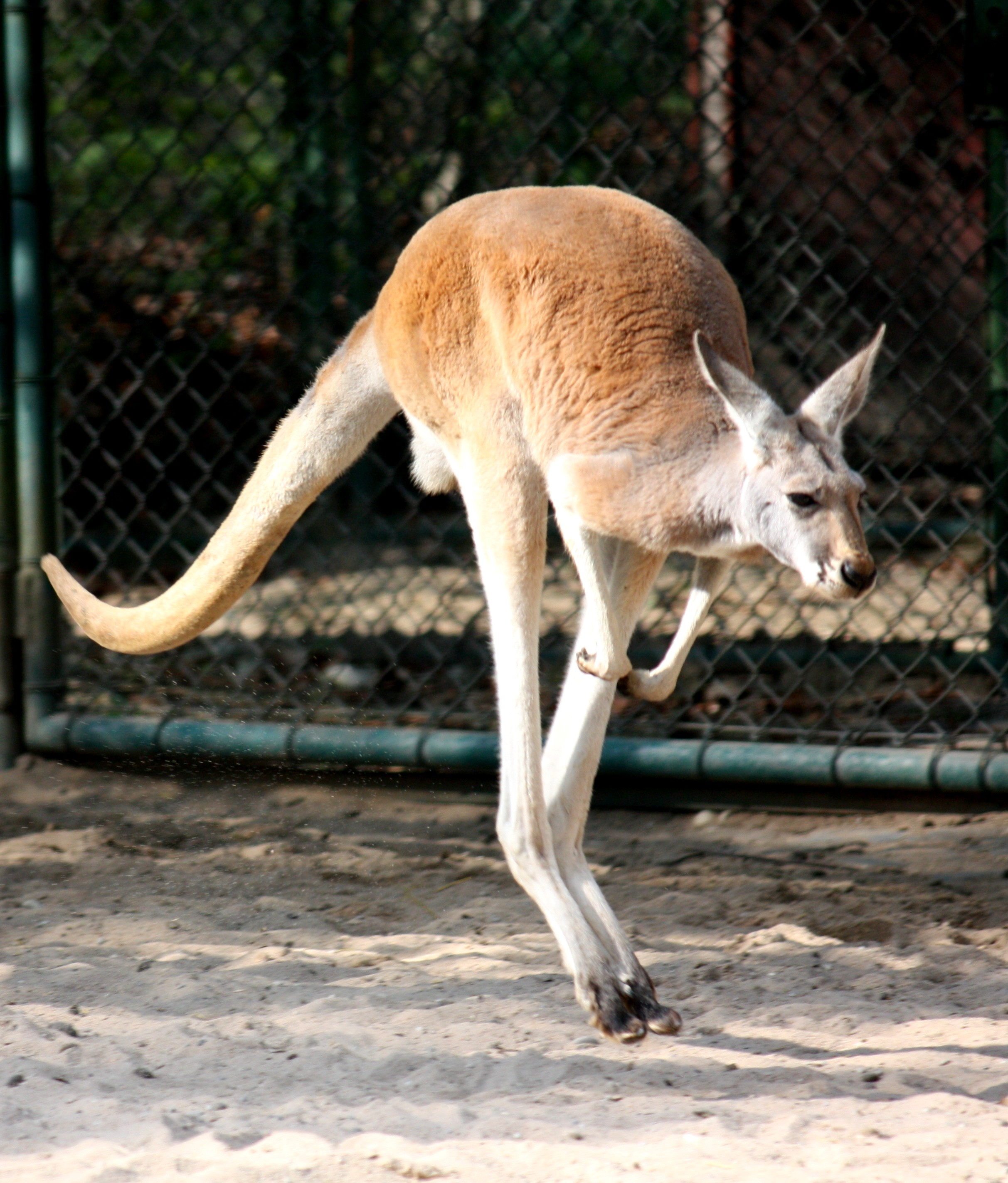
Rotes Riesenkänguru im Sprung im Zoo Hellabrunn

Rote Riesenkängurus haben die Ankunft der Europäer in Australien besser verkraftet als viele kleinere Känguruarten, sie haben ihren Siedlungsraum großteils beibehalten. In manchen Regionen werden sie als Nahrungskonkurrenten der Schafs- und Rinderherden verfolgt. Schätzungen über die Gesamtzahl belaufen sich auf acht bis zehn Millionen Tiere.
Der Bestand ist trotz der kommerziellen Bejagung durch den Menschen stabil. Mittlerweile ist jedoch auch klar, dass Überweidung durch Kängurus auch die regionalen Ökosysteme schädigen kann. Da der Dingo der einzige natürliche Feind der Riesenkängurus ist, werden bereits staatliche Maßnahmen zur Verringerung der Kängurubestände durch Abschussquoten praktiziert.
Die jährlichen Abschussquoten werden für jede der bejagten Arten individuell festgelegt und das Kängurufleisch (von insgesamt vier Arten, zu denen auch das Rote Riesenkänguru zählt) wird in 60 Länder exportiert.
Die Verarbeitung ihrer Haut zu Känguruleder erfolgt vor allem in Australien, Italien ist der zweitgrößte Abnehmer.
Um verwaiste Kängurujunge kümmern sich verschiedene Aufzuchtstationen.
In Europa wird die Art in 75 Zoos gepflegt, von denen sich 9 in Deutschland und einer in Österreich befinden. In Schweizer Zoos sind sie nicht anzutreffen.